# Friedrich Mitterwurzer

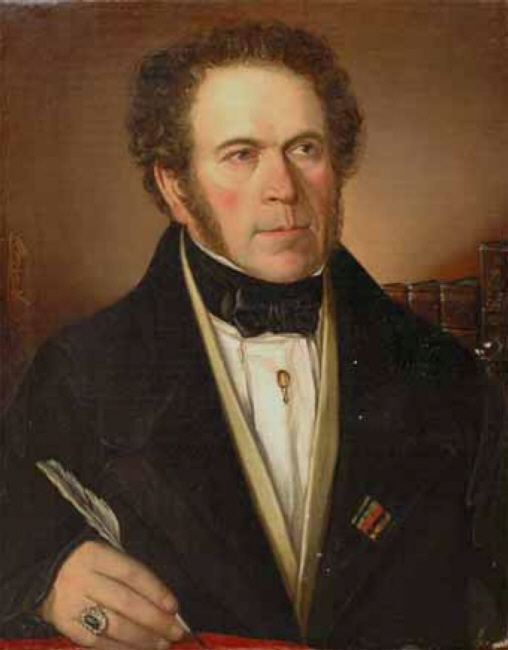
Friedrich Mitterwurzer, porträtterad av Alois Reisacher.

Anton Friedrich Mitterwurzer, född den 16 oktober 1844 i Dresden, död den 13 februari 1897 i Wien, var en österrikisk skådespelare. Han var son till operasångaren Anton Mitterwurzer och far till bryggaren Anton Mitterwurzer.
Mitterwurzer verkade huvudsakligen vid Burgteatern i Wien och företog gästspelsresor, även i Amerika. Han var en mångsidig karaktärsskådespelare med originell gestaltningsförmåga och utvecklade fängslande realism såväl i Shakespeare- och Schillerroller som i moderna uppgifter av mycket växlande art. 